# 佩普湖

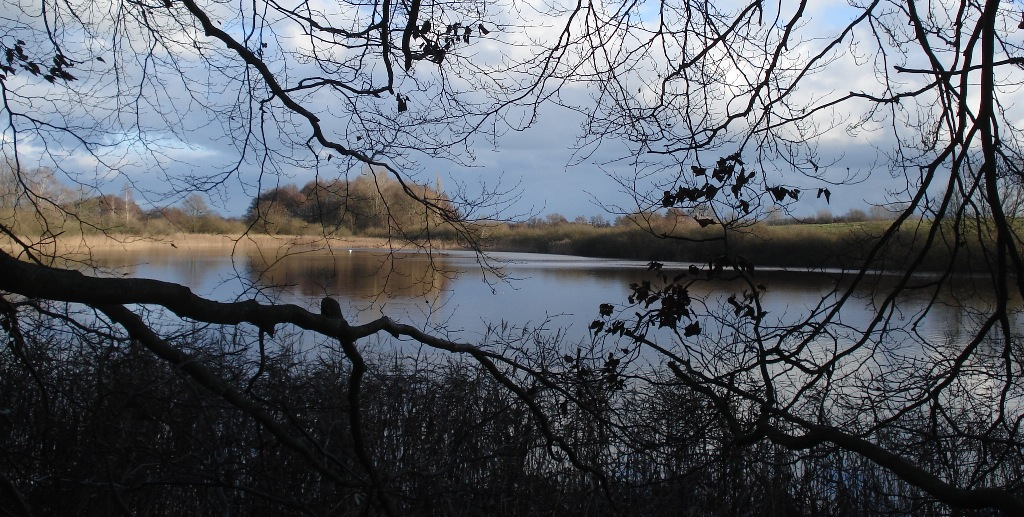

佩普湖（德語：Peper See），是德國的湖泊，位於該國北部石勒蘇益格-荷爾斯泰因州，由東荷爾斯泰因縣負責管轄，長0.3公里、寬0.2公里，面積0.02平方公里，平均水深1.4米，最大水深1.9米，水體容量3.3萬立方米，湖岸線長度0.6公里。